# Multiplication des pains

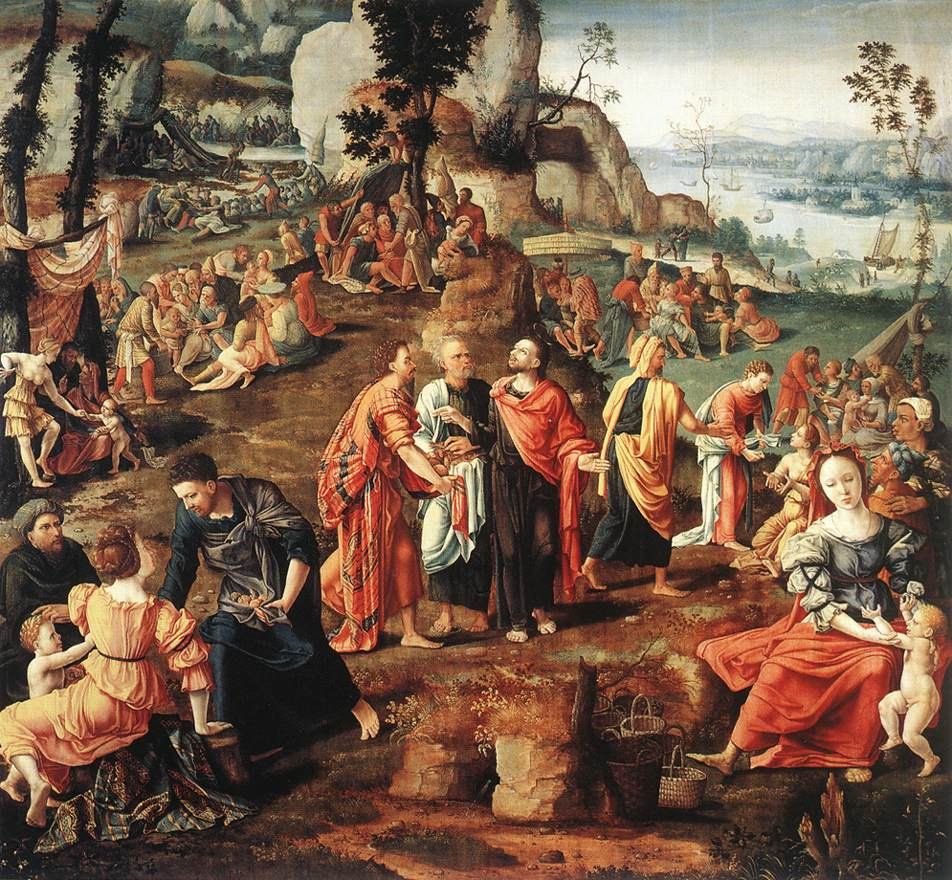
La Multiplication des pains et des poissons par Lambert Lombard, (première moitié du XVIe siècle), Maison Snijders&Rockox, Anvers.

La multiplication des pains est le nom donné à deux miracles réalisés par Jésus de Nazareth selon les textes des évangiles :
- Matthieu, chapitre 14, versets 14 à 21, puis à nouveau 15, 32-38 ;
- Marc 6, 34-44, puis à nouveau Marc 8, 1-9 ;
- Luc 9, 12-17 ;
- Jean 6, 5-14.

La première multiplication des pains intervient après la mort de Jean Baptiste sur ordre d'Hérode Antipas pour répondre au désir de sa fille Salomé. La seconde multiplication des pains a lieu ultérieurement qui implique un nombre différent de gens. Matthieu et Marc sont les seuls évangélistes à la relater.

## Textes

### Première multiplication des pains
- Évangile selon Matthieu, chapitre 14, versets 14 à 21 :

« Quand il sortit de la barque, il vit une grande foule, et fut ému de compassion pour elle, et il guérit les malades. Le soir étant venu, les disciples s'approchèrent de lui, et dirent : Ce lieu est désert, et l'heure est déjà avancée; renvoie la foule, afin qu'elle aille dans les villages, pour s'acheter des vivres. Jésus leur répondit : Ils n'ont pas besoin de s'en aller ; donnez-leur vous-mêmes à manger. Mais ils lui dirent : Nous n'avons ici que cinq pains et deux poissons. Et il dit : Apportez-les-moi. Il fit asseoir la foule sur l'herbe, prit les cinq pains et les deux poissons, et, levant les yeux vers le ciel, il rendit grâces. Puis, il rompit les pains et les donna aux disciples, qui les distribuèrent à la foule. Tous mangèrent et furent rassasiés, et l'on emporta douze paniers pleins des morceaux qui restaient. Ceux qui avaient mangé étaient environ cinq mille hommes, sans les femmes et les enfants. »
- Évangile selon Marc chapitre 6, versets 34 à 44 :

« renvoie-les, afin qu'ils aillent dans les campagnes et dans les villages des environs, pour s'acheter de quoi manger.
Jésus leur répondit : Donnez-leur vous-mêmes à manger. Mais ils lui dirent : Irions-nous acheter des pains pour deux cents deniers, et leur donnerions-nous à manger? Et il leur dit : Combien avez-vous de pains ? Allez voir. Ils s'en assurèrent, et répondirent : Cinq, et deux poissons. Il prit les cinq pains et les deux poissons et, levant les yeux vers le ciel, il rendit grâces. Puis, il rompit les pains, et les donna aux disciples, afin qu'ils les distribuassent à la foule. Il partagea aussi les deux poissons entre tous. Tous mangèrent et furent rassasiés, et l'on emporta douze paniers pleins de morceaux de pain et de ce qui restait des poissons.Ceux qui avaient mangé les pains étaient cinq mille hommes. »
- Évangile selon Luc chapitre 9, versets 12 à 17 :

« Comme le jour commençait à baisser, les douze s'approchèrent, et lui dirent : Renvoie la foule, afin qu'elle aille dans les villages et dans les campagnes des environs, pour se loger et pour trouver des vivres; car nous sommes ici dans un lieu désert. Jésus leur dit : Donnez-leur vous-mêmes à manger. Mais ils répondirent : Nous n'avons que cinq pains et deux poissons, à moins que nous n'allions nous-mêmes acheter des vivres pour tout ce peuple. Or, il y avait environ cinq mille hommes. Jésus dit à ses disciples : Faites-les asseoir par rangées de cinquante. Ils firent ainsi, ils les firent tous asseoir. Jésus prit les cinq pains et les deux poissons, et, levant les yeux vers le ciel, il les bénit. Puis, il les rompit, et les donna aux disciples, afin qu'ils les distribuassent à la foule. Tous mangèrent et furent rassasiés, et l'on emporta douze paniers pleins des morceaux qui restaient. » 
- Évangile selon Jean chapitre 6, versets 5 à 14 :

« Ayant levé les yeux, et voyant qu'une grande foule venait à lui, Jésus dit à Philippe : Où achèterons-nous des pains, pour que ces gens aient à manger ? Il disait cela pour l'éprouver, car il savait ce qu'il allait faire. Philippe lui répondit : Les pains qu'on aurait pour deux cents deniers ne suffiraient pas pour que chacun en reçût un peu. Un de ses disciples, André, frère de Simon Pierre, lui dit : Il y a ici un jeune garçon qui a cinq pains d'orge et deux poissons; mais qu'est-ce que cela pour tant de gens ? Jésus prit les pains, rendit grâces, et les distribua à ceux qui étaient assis; il leur donna de même des poissons, autant qu'ils en voulurent. Lorsqu'ils furent rassasiés, il dit à ses disciples : Ramassez les morceaux qui restent, afin que rien ne se perde. Ils les ramassèrent donc, et ils remplirent douze paniers avec les morceaux qui restèrent des cinq pains d'orge, après que tous eurent mangé. »

### Deuxième multiplication des pains
- Évangile selon Matthieu chapitre 15, versets 32 à 38 :

«  Jésus, ayant appelé à lui ses disciples, dit : Je suis ému de compassion envers la foule, car voici trois jours déjà qu'ils demeurent auprès de moi, et ils n'ont rien à manger ; et je ne veux pas les renvoyer à jeun, de peur qu'ils ne défaillent en chemin. Et ses disciples lui disent : D'où aurions-nous dans le désert assez de pains pour rassasier une si grande foule? Et Jésus leur dit : Combien avez-vous de pains ? Et ils dirent : sept, et quelques petits poissons. Et il commanda aux foules de s'asseoir sur la terre. Et ayant pris les sept pains et les poissons, il rendit grâces et les rompit et les donna à ses disciples, et les disciples à la foule. Et ils mangèrent tous et furent rassasiés ; et ils ramassèrent, des morceaux qui étaient de reste, sept corbeilles pleines. Or ceux qui avaient mangé étaient quatre mille hommes, outre les femmes et les enfants. » 
- Évangile selon Marc chapitre 8, versets 1 à 9 :

« En ces jours-là, une foule nombreuse s'étant de nouveau réunie et n'ayant pas de quoi manger, Jésus appela les disciples, et leur dit : Je suis ému de compassion pour cette foule ; car voilà trois jours qu'ils sont près de moi, et ils n'ont rien à manger. Si je les renvoie chez eux à jeun, les forces leur manqueront en chemin ; car quelques-uns d'entre eux sont venus de loin. Ses disciples lui répondirent : Comment pourrait-on les rassasier de pains, ici, dans un lieu désert ? Jésus leur demanda : Combien avez-vous de pains ? Sept, répondirent-ils. Alors il fit asseoir la foule par terre, prit les sept pains, et, après avoir rendu grâces, il les rompit, et les donna à ses disciples pour les distribuer ; et ils les distribuèrent à la foule. Ils avaient encore quelques petits poissons, et Jésus, ayant rendu grâces, les fit aussi distribuer. Ils mangèrent et furent rassasiés, et l'on emporta sept corbeilles pleines des morceaux qui restaient.
Ils étaient environ quatre mille. Ensuite Jésus les renvoya. »

### Rappels retrospectifs
Jésus fait ultérieurement référence rétrospectivement à la multiplication des pains :
- Dans Matthieu chapitre 16, versets 9 à 11 :

« Gens de peu de foi, pourquoi faire en vous-mêmes cette réflexion, que vous n'avez pas de pains ? Vous ne comprenez pas encore ? Vous ne vous rappelez pas les cinq pains pour les cinq mille hommes, et le nombre de couffins que vous en avez retirés ? ni les sept pains pour les quatre mille hommes, et le nombre de corbeilles que vous en avez retirées ? Comment ne comprenez-vous pas que ma parole ne visait pas des pains ? Méfiez-vous, dis-je, du levain des Pharisiens et des Sadducéens ! »
- Dans Jean 6, 26-27, il déclare :

26 Jésus leur répondit : En vérité, en vérité, je vous le dis, vous me cherchez, non parce que vous avez vu des miracles, mais parce que vous avez mangé des pains et que vous avez été rassasiés. 27 Travaillez, non pour la nourriture qui périt, mais pour celle qui subsiste pour la vie éternelle, et que le Fils de l'homme vous donnera; car c'est lui que le Père, que Dieu a marqué de son sceau.

## Interprétations
Pour le docteur de l'Église Jean Chrysostome, Jésus lors de ce miracle se pose bel et bien comme le créateur du ciel et de la Terre. Il incite également par ce geste à prier avant tout repas, et il veut montrer l'importance du partage.
Des théologiens plus modernes diraient que la multiplication des pains est le symbole de la Parole donnée par le Christ, parole qui a nourri les peuples pour des siècles.
Pour saint Éphrem, Jésus donne généreusement sans compter lors de ce miracle. Il donne tellement qu'il en reste douze corbeilles. Le saint compare également Jésus à Moïse, Moïse qui avait nourri le peuple libéré de l'esclavage avec la manne tombée du ciel .
Pour Benoît XVI, dans l'Angélus du 31 juillet 2011, ce geste messianique est symbole de partage fraternel, mais aussi symbole du chemin que devront suivre les apôtres à savoir transmettre la Bonne Nouvelle . Dans l'Angélus du 29 juillet 2012, Benoit XVI met en exergue le fait que cette multiplication est le début de l'Eucharistie qui se perpétue jusqu'à aujourd'hui .
Selon certaines interprétations théologiques, il préfigurerait la cène, dernier repas de Jésus avec ses disciples, établissant le rite de l'eucharistie dans lequel le pain devient le corps de Jésus, offert en sacrifice sur la croix pour sauver le genre humain.
Ces interprétations se justifient par un parallèle : 
| Marc | Matthieu | Luc | Jean                                                                                | 1 Corinthiens | Messe romaine |
| --- | --- | --- | ----------------------------------------------------------------------------------- | --- | --- |
| 6, 41 : Jésus prit les cinq pains et les deux poissons, et levant son regard vers le ciel, il prononça la bénédiction, rompit les pains et il les donnait aux disciples pour qu'ils les offrent aux gens. (...) | 14,19 : (...) il prit les cinq pains et les deux poissons et, levant son regard vers le ciel, il prononça la bénédiction ; puis, rompant les pains, il les donna aux disciples, et les disciples aux foules. | 9,16 : Jésus prit les cinq pains et les deux poissons et, levant son regard vers le ciel, il prononça sur eux la bénédiction, les rompit, et il les donnait aux disciples pour les offrir à la foule | Jean 6 : Alors Jésus prit les pains, il rendit grâce et les distribua aux convives. | | |
| 14,22 : Pendant le repas, il prit du pain et, après avoir prononcé la bénédiction, il le rompit, le leur donna et dit : « Prenez, ceci est mon corps. »                                                         | 26,26 : Pendant le repas, Jésus prit du pain et, après avoir prononcé la bénédiction, il le rompit ; puis, le donnant aux disciples, il dit : « Prenez, mangez, ceci est mon corps. »                        | Luc 22, 19 : Puis il prit du pain et, après avoir rendu grâce, il le rompit et le leur donna en disant : « Ceci est mon corps donné pour vous. Faites cela en mémoire de moi. »                      |                                                                                     | 1 Co 11, 23-24 : Jésus (...) prit du pain, et après avoir rendu grâce, il le rompit et dit : « Ceci est mon corps, qui est pour vous, faites cela en mémoire de moi. » | il prit le pain dans ses mains très saintes et, les yeux levés au ciel, vers Toi, (...) , en te rendant grâce il dit la bénédiction, il rompit le pain, et le donna à ses disciples en disant : « Prenez, et mangez-en tous : ceci est mon Corps, livré pour vous » |

Pour les historiens, les événements évoqués par les évangélistes avec ces deux relations restent énigmatiques bien que certaines hypothèses aient été émises.

## Multiplication des pains dans l'art

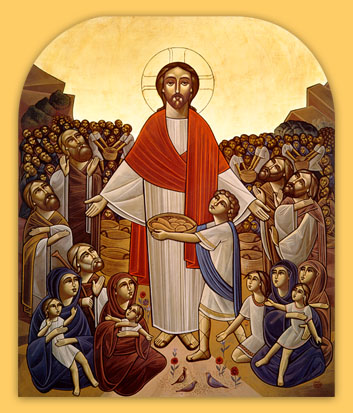
Icône copte sur le miracle des Cinq pains et deux poissons.
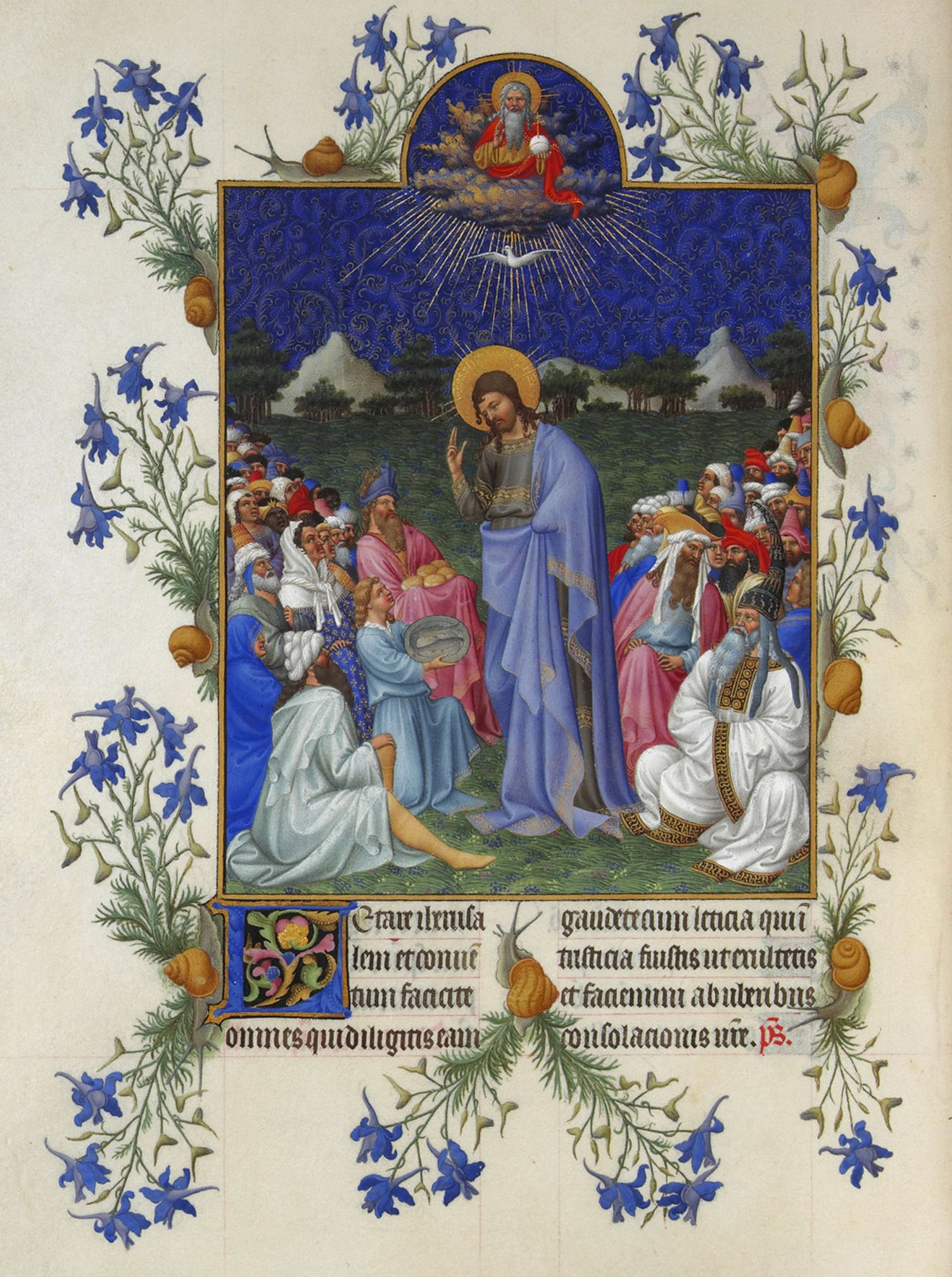
Multiplication des pains, dans Les Très Riches Heures du duc de Berry, Folio 168v, Musée Condé de Chantilly.
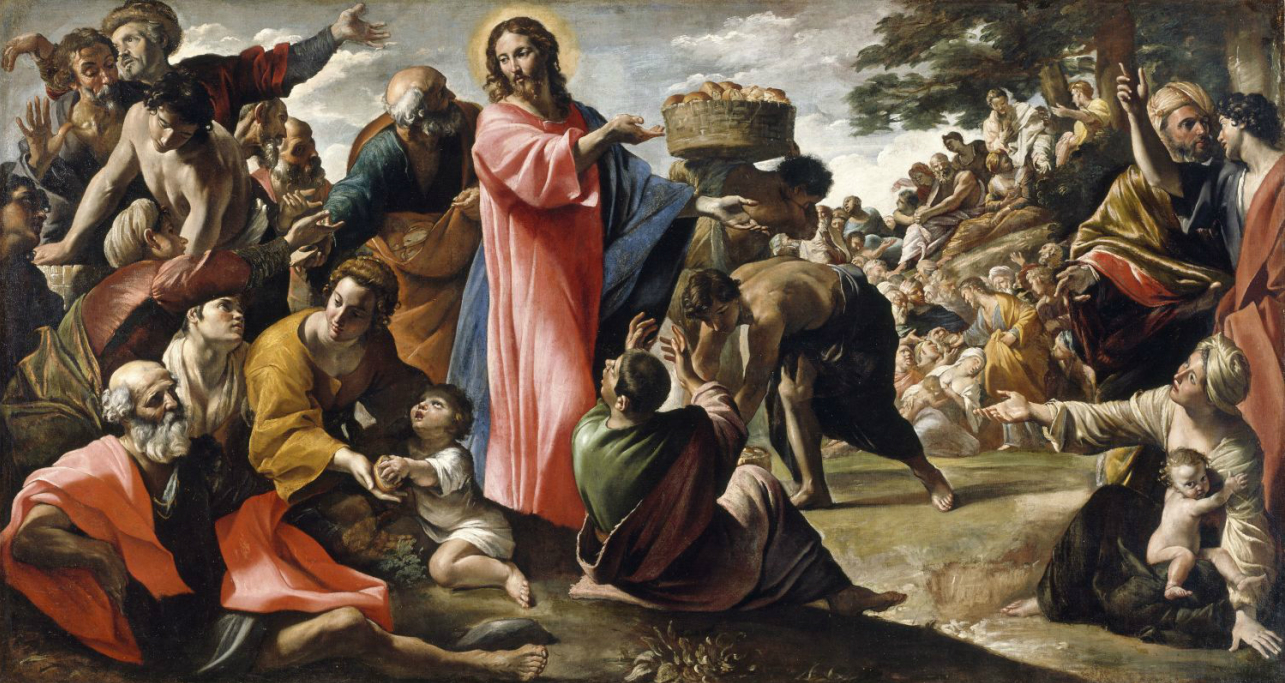
Le miracle des pains et des poissons par Giovanni Lanfranco (1623), Galerie nationale d'Irlande.
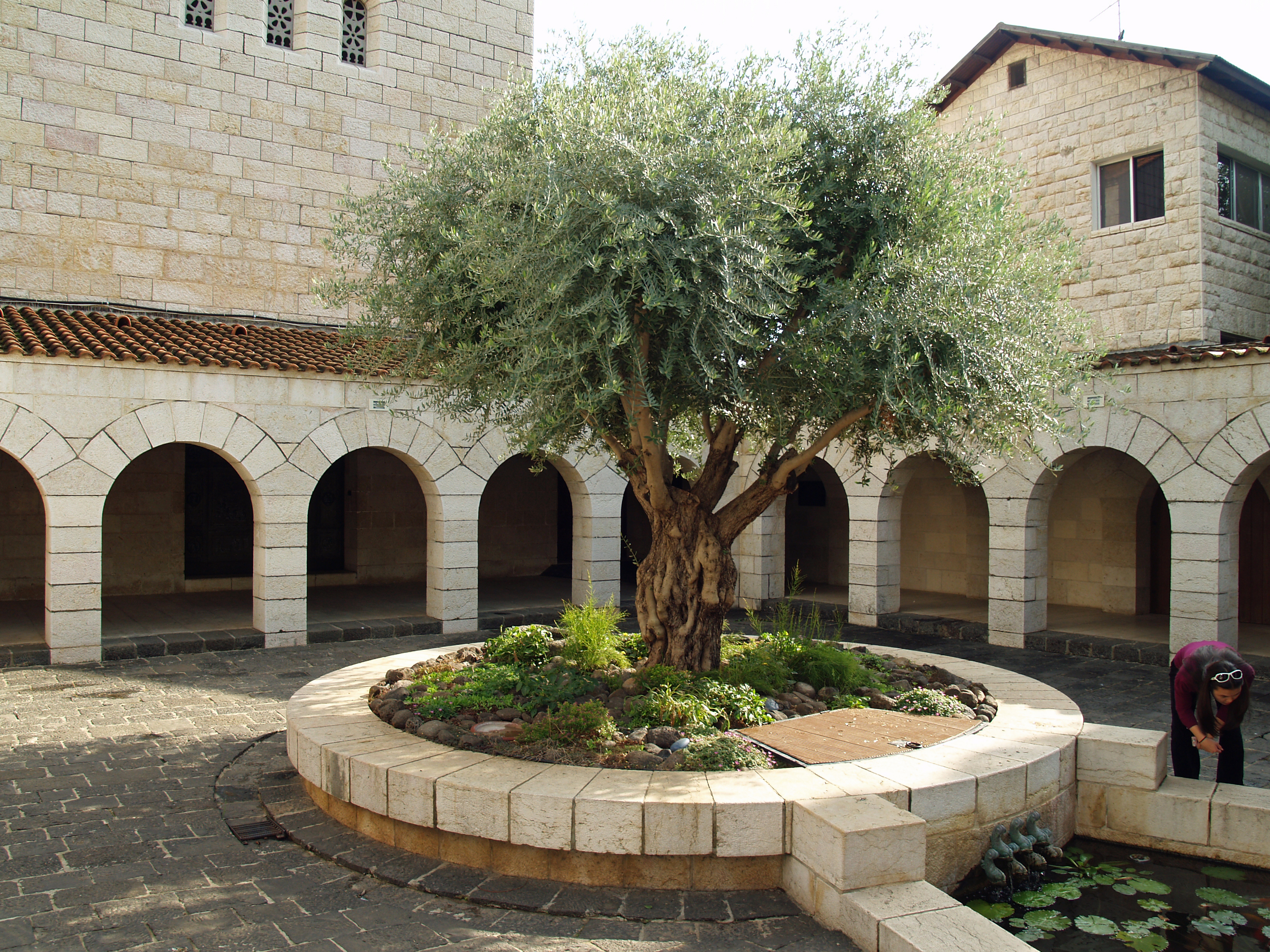
L'église de la Multiplication à Tabgha est proche de l'endroit où selon la Tradition le miracle a eu lieu.
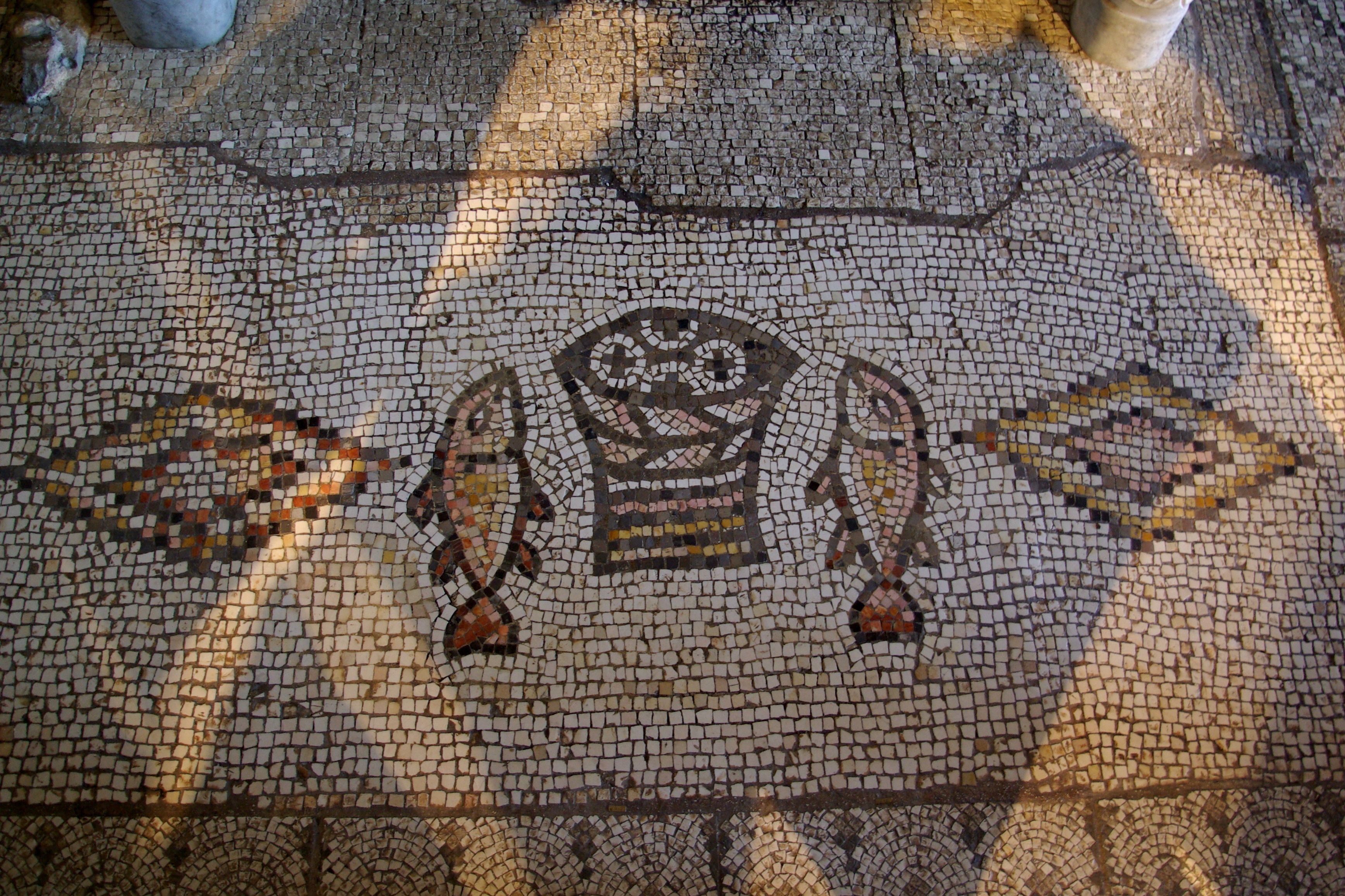
La mosaïque des pains et des poissons dans l'église de Tabgha.
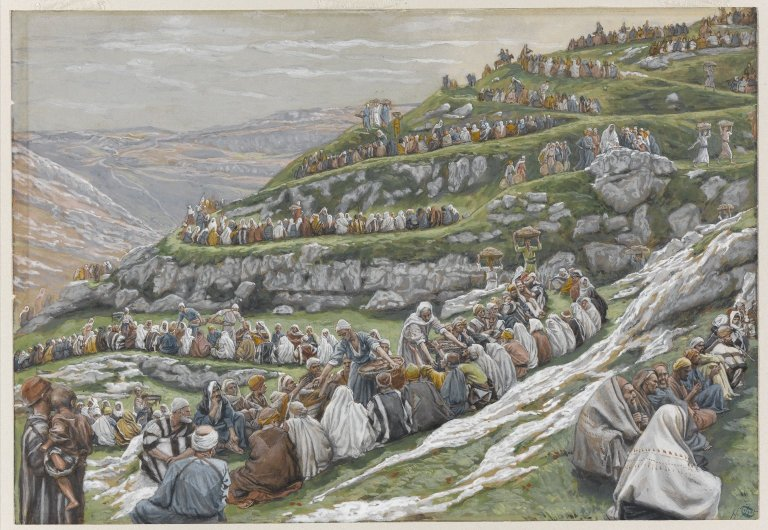
James Tissot - Le miracle des pains et des poissons (La multiplicité des pains) - Brooklyn Museum.
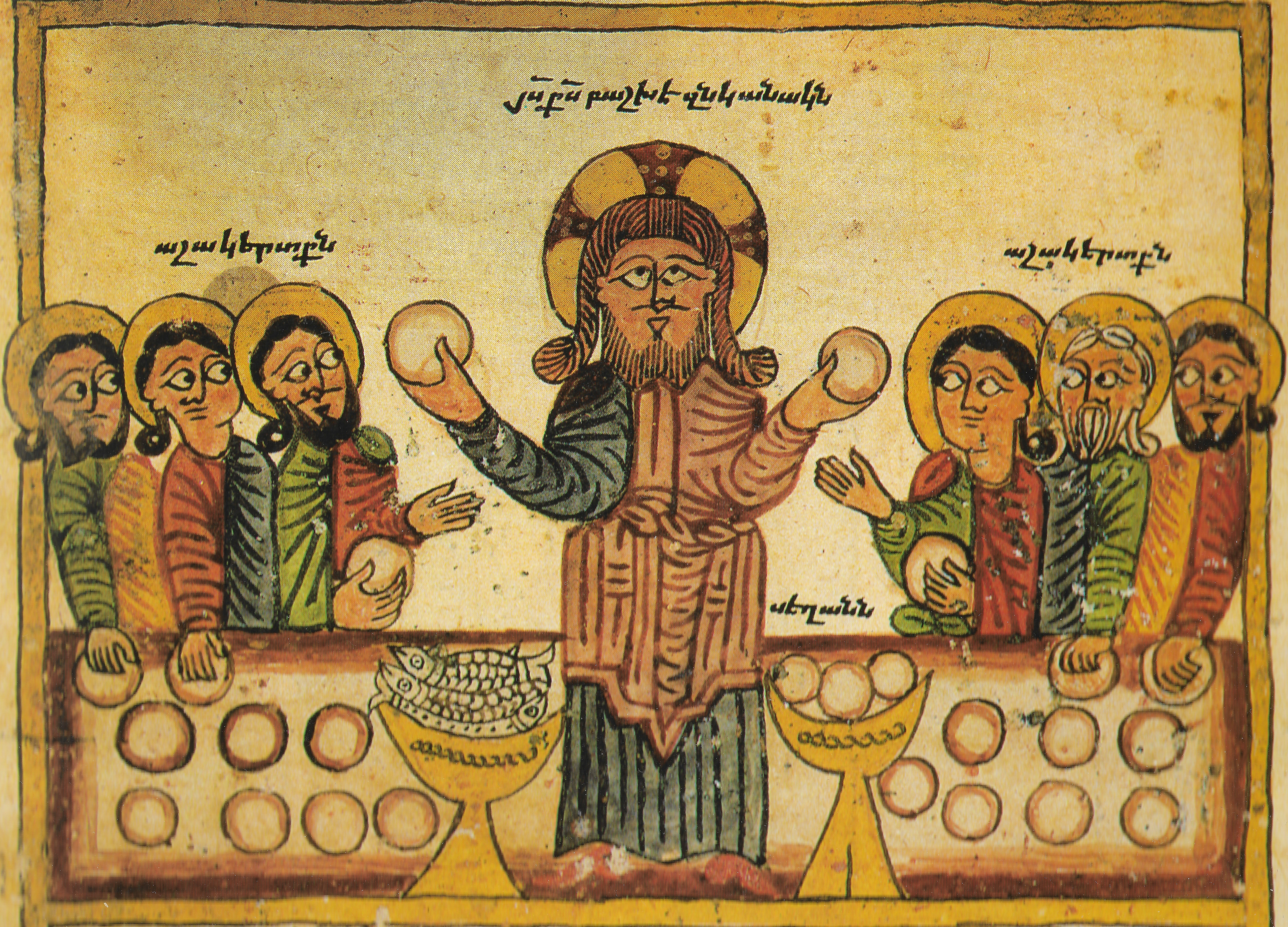
La Multiplication des pains. Evangile du peintre Daniel D'Uranc (Xizan, 1433).
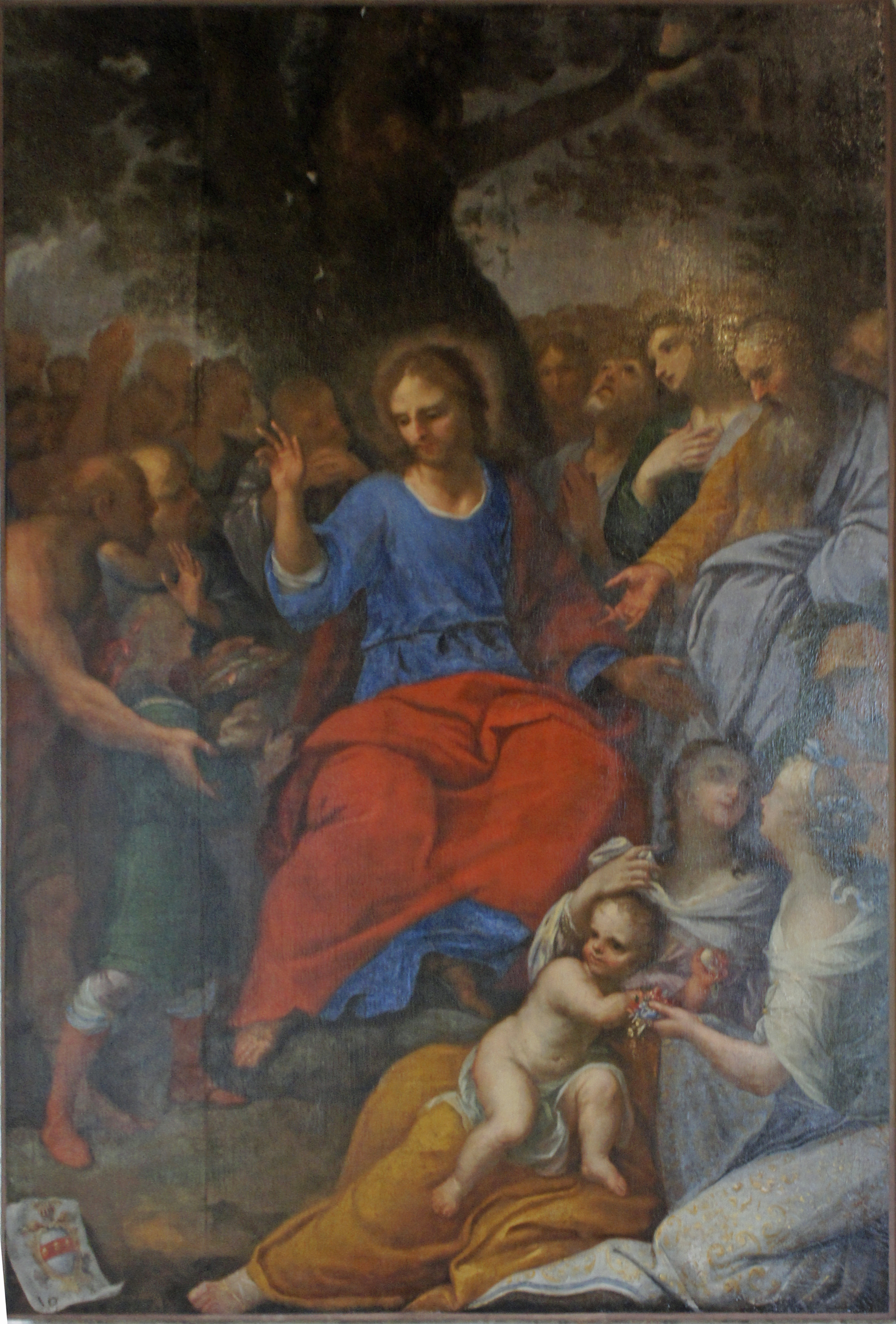
La multiplication des pains et des poissons (Hélart).